# ヨツスジハナカミキリ
ヨツスジハナカミキリ Leptura ochraceofasciata Motschulsky はカミキリムシの1種。花によく集まり、前翅に黒と黄の4本の帯模様がある。

## 特長
体長は14-22mm。頭部は前方に伸び出したようになり、全部に1つの縦溝がある。触角は体長の2/3に達し、第3節目が1番長く、先端は尖る。前胸部は釣り鐘型で前と後ろの縁沿いに横溝があり、正中線に縦溝がある。前翅は後方に向かって狭まり、その先端はえぐられたようになっていて、外側が尖っている。歩脚は比較的長く、後肢の脛節は弓状に曲がり、先端が太まっている。
体色は基本的には黒褐色で、全面に金褐色の短毛を密生しており、そのために光沢がある。歩脚は黄褐色で、全跗節と腿節の後ろが黒い。触角では柄節が黄褐色で、それ以外は黒い。前翅には4本の黄褐色の横帯がある。体下面はビロードのように金色に輝いて見える。
ただし地方変異がかなりあり、西日本のものではより細長くて黒色部が濃いなどの違いが見られる。
幼虫は円筒形の体で頭部は前胸節からあまり突き出さない。単眼は1個で、前胸節の背面は滑らかで前縁近くに黄褐色の斑紋がある。
和名には若干のふれがあり、石井他編(1950)では標準をヨスジハナカミキリとしつつ、別名としてヨツスジハナカミキリ、ヨスジカミキリ、ハナカミキリをあげている。

## 習性

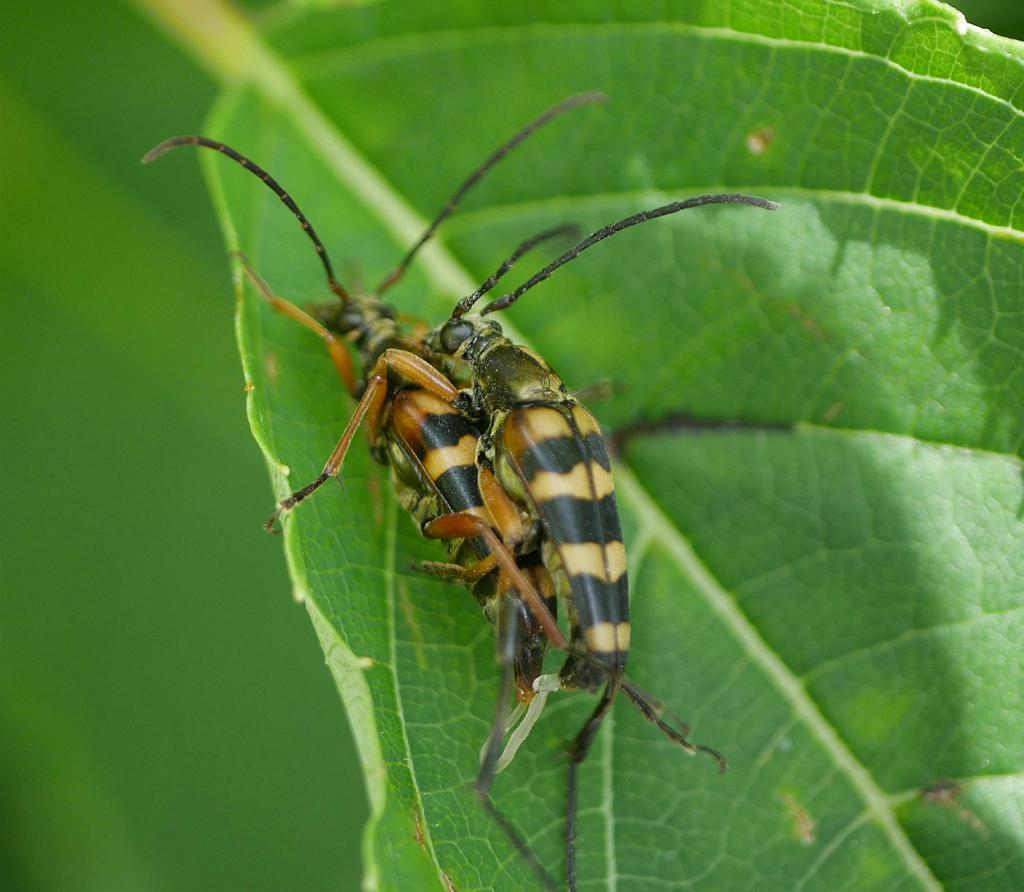
交尾中のペア

成虫は6-8月に出現し、花に集まる。本州ではリョウブやノリウツギによく集まり、南西諸島ではアデクやイジュに集まっているのが見られる｡また広葉樹の朽ちた立ち枯れ木や倒木にも集まる。なお、飛翔中の姿は蜂によく似ており、体色や模様も含め、蜂に擬態していると言われる。
幼虫はモミ、アカマツ、オニグルミ、コナラなどの材を食べる。幼虫が食べるのは腐朽の進んだ材で、褐色腐朽材、白色腐朽材とそのタイプを問わずに食べる。越冬は幼虫で行い、春に材の中で蛹化、羽化する。

## 分布
日本では北海道から九州、対馬まで、沖縄本島など南西諸島からも知られる。国外では千島、樺太、中国、朝鮮から知られる。また平地から亜高山帯まで広く生息し、各地で普通種である。